# Mary Kempton Trotter
Mary Kempton Trotter (Pennsylvania, 3 augustus 1859 - Parijs, 10 april 1925) was een Amerikaanse impressionistisch kunstenares, deels opgeleid in de Verenigde Staten en deels in Parijs. Ze schilderde met olieverf, voornamelijk portretten, landschappen en natuurtaferelen.

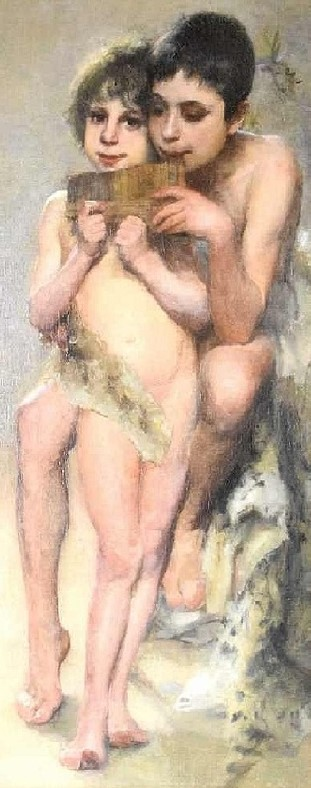
Schilderij van Mary K. Trotter: Kinderen met panfluit

## Geboorte en jeugd
Mary was de dochter van William Trotter, een groothandelaar in kruidenierswaren en Anna Patterson. Ze had een jongere broer Albert (1860-1932).

## Studies
Ze studeerde eerst aan de Pennsylvania Academy of the Fine Arts, waar haar werk opgemerkt werd als meesterlijke kwaliteiten vertonend.
In een brand in de Academie gingen verschillende werken van haar verloren. Later ging ze naar Parijs, waar ze studeerde aan de Académie Colarossi. Ze verbleef toen in het 14de arrondissement, avenue de l'Observatoire, 51. Het gebouw bestaat nog steeds.

## Tentoonstellingen
Naast de Salons in Parijs heeft Mary K. Trotter onder meer deelgenomen aan volgende exposities:
- Louisiana Purchase Expo, St. Louis World's Fair (1904)
- Boston Art Club
- National Academy of Design, New York (1884)
- Art Institute of Chicago

## Prijzen en vermeldingen
- In 1882 won ze de Mary Smith Prize.

## Esoterie
In haar Parijse periode verdiepte Mary K. Trotter zich eveneens in de esoterie.
Zo werd ze, samen met enkele andere Parijse kunstenaars, persoonlijk discipel van S.U. Zanne en liet ze zich inwijden in diens Cosmosofie.
In de lijst met zijn persoonlijke discipelen die wekelijks zijn lessen volgden, staat ze genoteerd als nr. 13.
Deze nummering was van belang in verband met de wekelijkse katern die op een dertig exemplaren werd gedrukt en nominatief aan de leerlingen werd uitgedeeld.